# Гизберт IV фон Бронкхорст
Гизберт IV фон Бронкхорст (на немски: Gisbert IV von Brockhorst; на немски: Gijsbert IV van Bronckhorst; * ок. 1275; † сл. 1315) е господар на Бронкхорст и Рекхайм/Рекем (в Ланакен, Белгия), „дрост“ на Горен Рейн.

## Произход
Той е син на Вилхелм II фон Бронкхорст († 1290) и съпругата му Ермгард ван Рандероде († сл. 1264). Внук е на Гизберт III фон Бронкхорст († 1241) и Кунигунда фон Олденбург († сл. 1264/ок. 1290), дъщеря на граф Мориц I фон Олденбург и племенник на Гизелберт фон Брункхорст, архиепископ на Бремен (1273 – 1306). Брат е на Флоренц фон Бронкхорст, 1307 г. избран за архиепископ на Бремен († 1308, Авиньон).

## Фамилия
Гизберт IV фон Бронкхорст се жени за Елизабет фон Щайнфурт († сл. 1347), дъщеря на Балдуин II фон Щайнфурт († 1317), шериф на Боргхорст, и Елизабет фон Липе († 1315/1316). Те имат децата:
- Вилхелм III фон Бронкхорст (* ок. 1284; † 25 септември 1328), господар на Бронкхорст, Рекем и Батенбург, женен ок. 1297 г. за Йохана фон Батенбург († 28 ноември 1351)
- Йоханес фон Бронкхорст († 26 юни 1346)
- Лудгардис фон Бронкхорст, омъжена за Кристиан фон Олденбург-Делменхорст
- Елизабет фон Бронкхорст († сл. 1340)
- Гизберт фон Бронкхорст († 1369/1371), женен за Гертруд фон Гемен († сл. 1322)
- Балдуин фон Бронкхорст († пр. 26 октомври 1316), катедрален каноник в Утрехт

## Галерия
- Бившият дворец в Бронкхорст
- Дворец Рекхайм/Рекем (1626)